# Ai-Petri
Ai-Petri (em ucraniano:  Ай-Петрі, em russo:  Ай-Петри, tártaro da Crimeia: Ay Petri); (traduzido do grego: São Pedro) é um pico nos montes da Crimeia. Para efeitos administrativos, pertence ao município de Yalta, na Crimeia.
É um dos locais onde mais venta na Ucrânia - o vento sopra no local por 125 dias no ano, atingindo a velocidade de 50 m/s.
O pico situa-se acima da cidade de Alupka e do município de Koreiz.

## Imagens

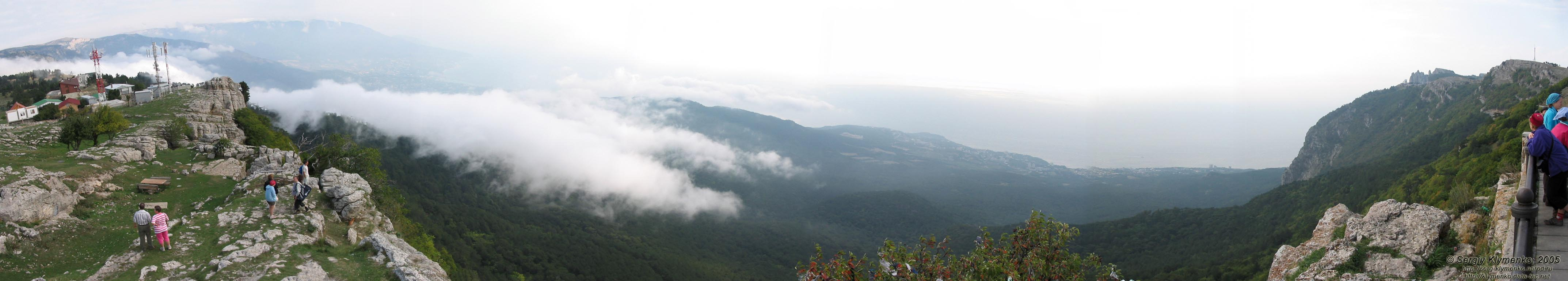
Panorama da montanha Ai-Petri.
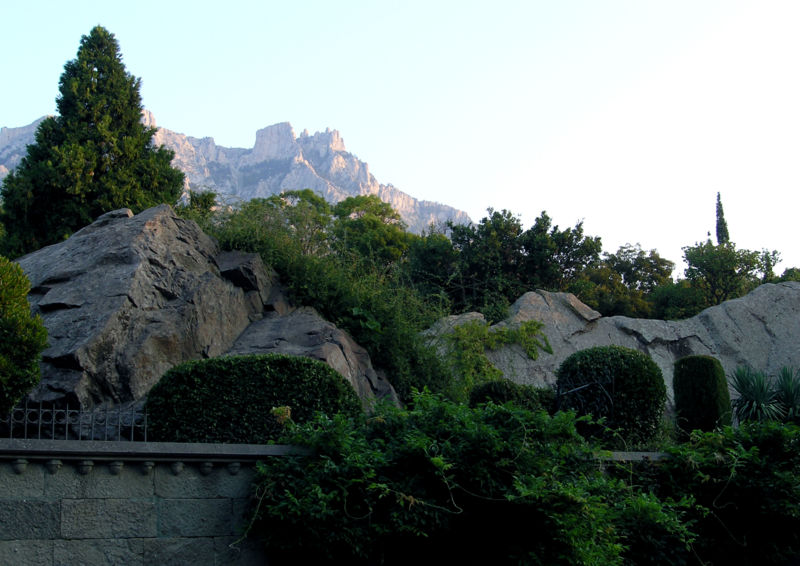
Vista do Ai-Petri a partir do Palácio Vorontsovsky em Alupka.